# 臺南市後壁區樹人國民小學
23°19′45″N 120°22′39″E / 23.329132°N 120.377410°E
臺南市後壁區樹人國民小學（簡稱樹人國小）為位於臺灣臺南市後壁區的市立國民小學，其最初為日治時期1912年創立的烏樹林尋常小學校，位在烏樹林糖廠內，設立至今已超過百年。

## 介紹
樹人國小原為日治時期1912年3月15日由東洋製糖烏樹林製糖所設立的「烏樹林尋常小學校」，學校位於糖廠內。1921年4月1日，學校移交後壁庄役場管轄。於1925年7月，磚造校舍及職員宿舍完工。1927年，東洋製糖烏樹林製糖所被併入明治製糖。1930年6月，舉行創立二十周年紀念祝賀式，並獲得了一台鋼琴，此鋼琴目前仍保存完好，學校亦保留了一座雙層玻璃黑板。
二戰後，烏樹林糖廠在1946年5月歸屬台灣糖業有限公司，烏樹林尋常小學校在1947年8月改為「台南縣私立台糖第四小學」，在1949年2月改為「烏樹林代用國民學校」，在1952年8月改為「樹人代用國民學校」。在1968年8月，私立臺糖小學皆隨九年國民義務教育實施，改由地方政府接辦，樹人代用國校於是由臺南縣政府接辦，改為公立的「樹人國民小學」。由於樹人國小學生少，臺南縣政府原計畫在2006年將樹人國小裁併為安溪國小分校，但在校長及教長會爭取下得以不廢校，並發展美術教育特色。另外，校方在過去誤以為學校創立於1927年，直到2011年才將校史修正。

## 影視取景
- 俗女養成記，女主角陳嘉玲就讀的小學[7]
- 新魯冰花：孩子的天空，電影取景地[8]

## 外部連結
- 臺南市後壁區樹人國民小學